# محمد المطوع
محمد المطوع ؛ مواليد 6 أكتوبر 1994 في، السعودية، هو لاعب كرة قدم سعودي.

## مسيرة اللاعب
لعب في نادي الخليج ونادي أحد ونادي النعيرية ونادي جرش.

## روابط خارجية
- محمد المطوع على موقع Soccerway.com (الإنجليزية)